# Randsfjorden
Il Randsfjorden (o Randsfjord, dove il suffisso -en rappresenta l'articolo determinativo in norvegese) è un lago della Norvegia e con i suoi 140 km² è il quarto lago del Paese per superficie.

## Geografia

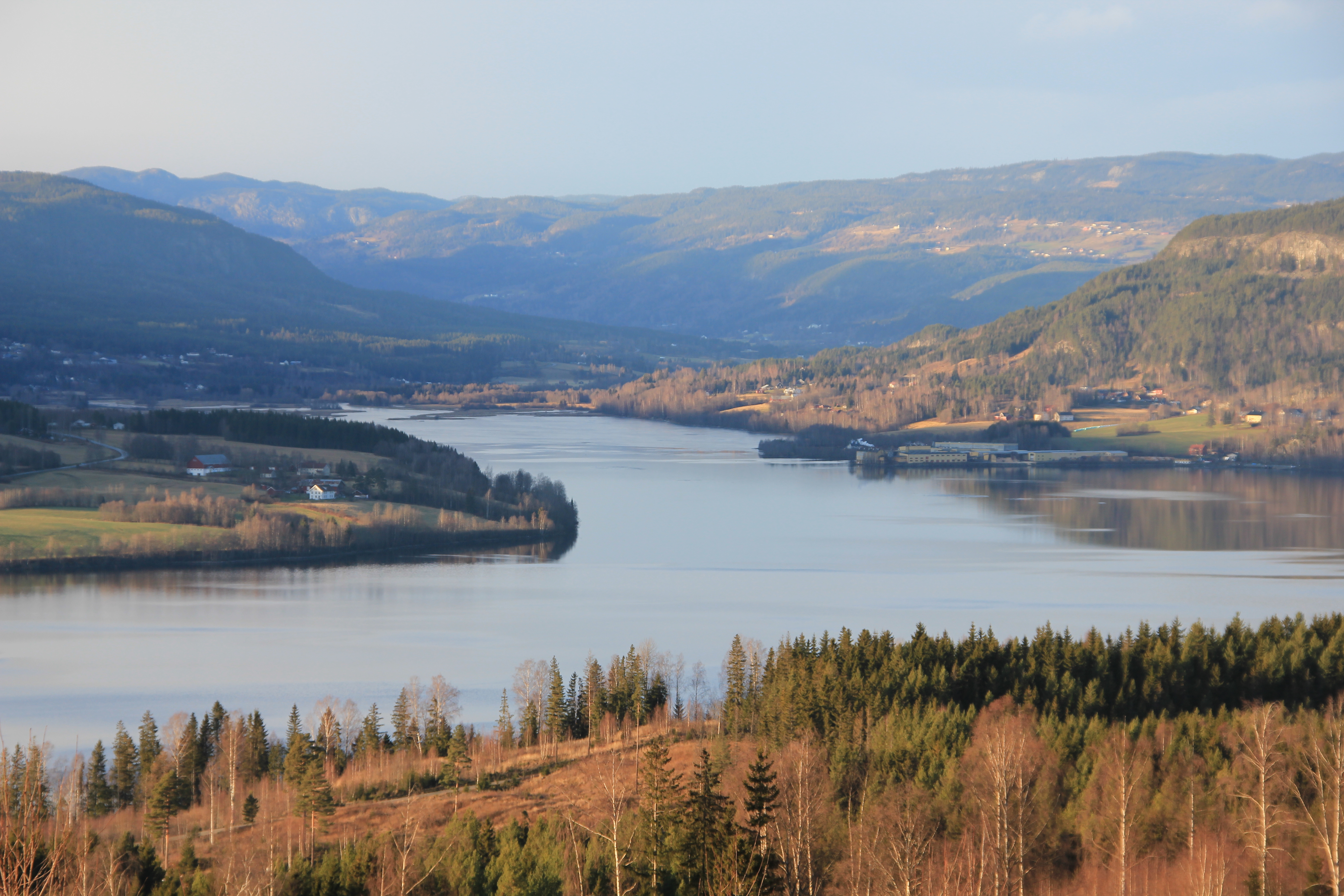
L'estremità settentrionale del lago; si notano le zone umide del delta del Dokka.

Contrariamente a quanto suggerisce il nome il Randsfjorden non è un fiordo bensì un lago d'acqua dolce, sebbene la forma allungata ricorda quella delle insenature tipiche della Norvegia sud-occidentale. Il lago misura infatti 77 km di lunghezza contro una larghezza compresa tra 1 e 3,5 km.
Il lago si trova nella parte meridionale della contea di Innlandet e in minima parte in quella di Akershus, nel sud della Norvegia, e si estende all'interno dei comuni di Jevnaker, Gran, Søndre Land, Nordre Land orientato grossomodo lungo un asse nord-sud.
I principali immissari confluiscono nel lago nella sua parte settentrionale, tra questi i maggiori sono l'Etna e il Dokka. L'unico emissario è il Randselva che ha origine dall'estremità meridionale del Randsfjorden.
La superficie si trova ad un'altitudine di 135 m s.l.m. e la sua profondità raggiunge un massimo di 131 m.
Un traghetto collega le due sponde del lago tra le località di Horn e Tangen, nel comune di Gran, circa a metà della sua lunghezza.

## Storia
Nella saga Heimskringla dello scrittore islandese Snorri Sturluson, si narra che Halfdan il Nero, padre del primo re di Norvegia Harald Bellachioma, di ritorno da un viaggio nello Hadeland avesse attraversato il lago gelato su una slitta trainata da un cavallo. Lo strato di ghiaccio però, indebolito dal passaggio di bestiame, si spaccò e Halfdan annegò nelle acque gelide del Randsfjorden.

## Origini del nome
In lingua norrena il lago era noto con il nome Rǫnd, derivato dalla parola rǫnd che significa "striscia" o "bordo", in riferimento alla forma allungata del lago. La seconda parte dell'attuale toponimo -fjorden (la forma finita della parola fjord) è stata aggiunta in seguito, con i primi riferimenti risalenti al 1691.